# Römischer Triumph

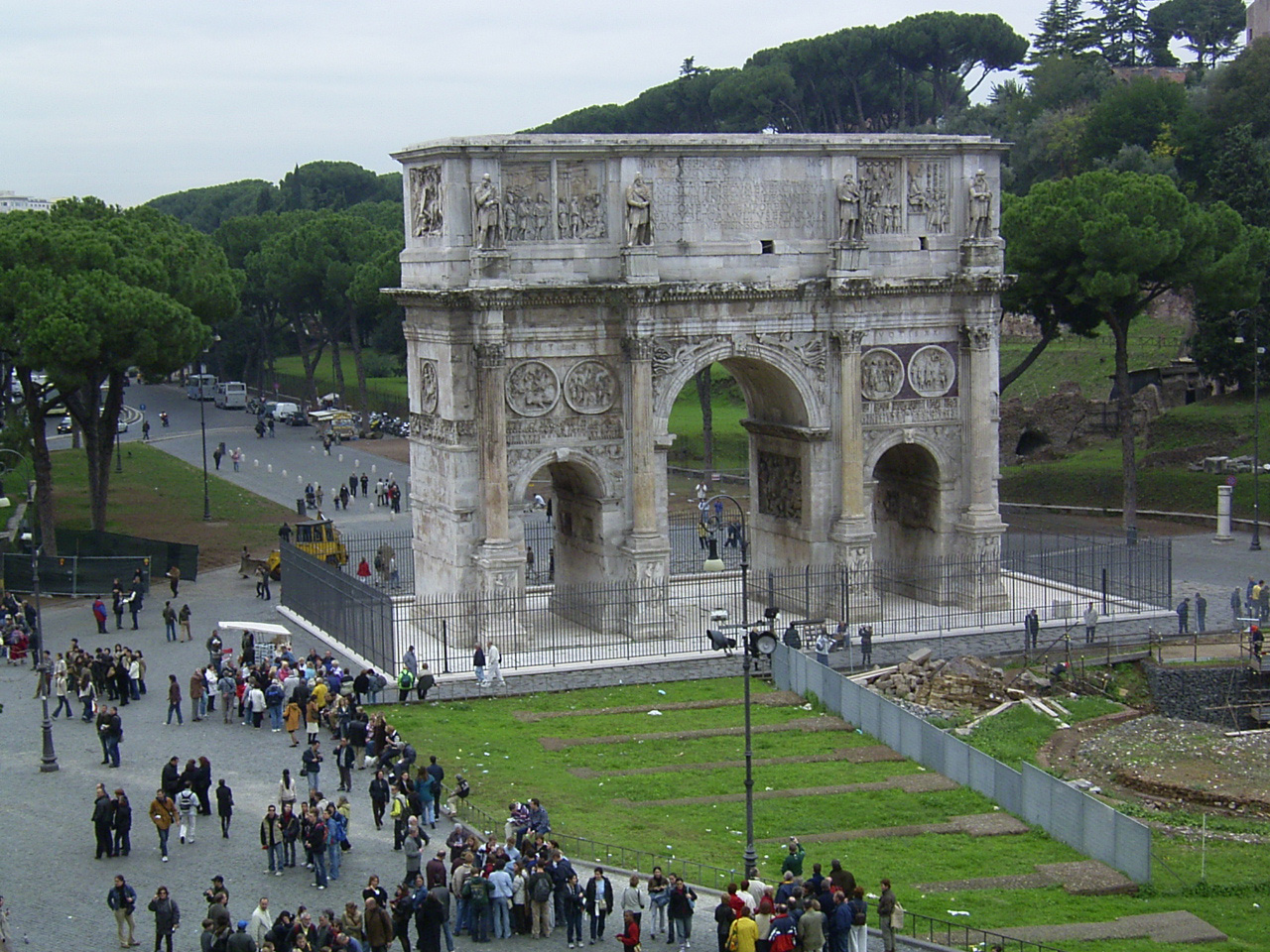
Der Konstantinsbogen für Konstantin den Großen in Rom. Die Quadriga und die übrigen Aufbauten oben auf dem Triumphbogen und damit die eigentliche Ehrung fehlen heute

Ein Triumph (lateinisch triumphus), auch Triumphzug, war im antiken Rom der feierliche Einzug eines siegreichen Feldherrn, der von seinen Soldaten zum Imperator ausgerufen worden war, in die Stadt Rom. Im übertragenen Sinn werden Siegesfeiern in den verschiedensten Zusammenhängen als Triumph bezeichnet.

## Bedeutung und Entwicklung des Triumphzugs
Die Ehrung wurde in der Regel vom Senat gewährt, wenn ein Feldherr, der unter eigenen Auspizien kämpfte, einen (in seiner Darstellung) großen Sieg errungen hatte und von seinen Soldaten auf dem Schlachtfeld zum Imperator ausgerufen (akklamiert) worden war. Der Sieg (victoria iusta) musste in einem ‚gerechten‘ Krieg (bellum iustum) und in der Regel über äußere Feinde erreicht worden sein. Hiervon wich, nach Vorläufern am Ende der römischen Republik, offenbar erstmals Konstantin der Große ab, als er Ende 312 über Maxentius triumphierte. Eine angeblich erforderliche Zahl von mindestens 5.000 erschlagenen Feinden ist vermutlich nicht historisch. Ein Triumph stand nur den obersten Beamten (den Imperiumsträgern, Diktator, Konsul, Prätor) zu, in der Kaiserzeit dann de facto lediglich dem Kaiser (oder anfangs noch engen Verwandten). Der Triumph markierte dabei stets einen Sieg, nicht nur einen Friedensschluss.
Ursprünglich und im Kern war der Triumph ein überwiegend sakraler Akt: Der Feldherr löste die Gelübde ein, die er den Göttern, insbesondere dem Jupiter Optimus Maximus, vor Beginn des Feldzuges gegeben hatte (voti solutio), reinigte durch den Kultdienst sich und das Heer vom Unsegen des Krieges und opferte auf dem Kapitol dem Jupiter. Dies erklärt auch, wieso nur Inhaber eines eigenständigen imperium mit auspicium triumphieren durften, da nur sie das Gemeinwesen gegenüber den Göttern vertreten konnten: nur sie hatten das Recht, im Namen des römischen Volkes ein Gelübde abzulegen, das dann nach dem Sieg im Rahmen des Triumphs durch das Opfer erfüllt wurde. Später entwickelte sich der Triumph zwar faktisch immer mehr zu einer Ehrenfeier für den siegreichen Feldherrn, aber noch bis 312 n. Chr. (vor der Konstantinischen Wende) war das abschließende Opfer im Tempel auf dem Kapitol der krönende Endpunkt jedes Triumphs. Mit dem Opfer wurde der Feldherr (in republikanischer Zeit) wieder zum Privatmann, legte die Toga an und verlor sein imperium.
Die Bezeichnung „Triumph“ hat keine lateinische Wurzel und entwickelte sich einer bereits antiken Erklärung zufolge durch etruskische Vermittlung aus dem Altgriechischen und bezeichnete ursprünglich eine Ehrenfeier für Bacchus, wie ein Zitat Marcus Terentius Varros zeigt:

“[…] sic triumphare appellatum, quod cum imperatore milites redeuntes clamitant per urbem in Capitolium eunti IO TRIUMPHE! id a θριαμβωι a Graeco Liberi cognomento potest dictum.”

„[…] so wird es ‚Triumphieren‘ genannt, weil die Soldaten, die mit ihrem Feldherrn zurückkehren, auf dem Weg durch die Stadt hin zum Kapitol ‚IO TRIUMPHE!‘ rufen, was wohl von thriambos, dem griechischen Beinamen des Liber (= Bacchus) stammt.“

Eine andere mögliche Herleitung, die der ersten nicht zwingend widerspricht, ist die vom griechischen triambos „im Dreischritt“. Jene griechischen Autoren, die über Rom schrieben, übersetzten triumphus in aller Regel mit θρίαμβος (thriambos), was nicht nur der Beiname des Bacchus, sondern früh auch die Bezeichnung für Festumzüge war.
Ob es verbindliche Regeln gab, worin die Voraussetzungen für die Gewährung eines Triumphes bestanden, ist umstritten. Die Bedeutung des Triumphs im politischen System der republikanischen Zeit ist aufgrund der verstreuten Quellenzeugnisse nicht völlig klar. Einerseits belegen Autoren wie Cicero, dass es sehr ungewöhnlich war, wenn ein siegreicher Feldherr auf einen Triumph verzichtete, andererseits war der Triumph zwar eine begehrte, aber nicht die einzige Möglichkeit, das Ansehen einer Person und ihrer Familie innerhalb der Nobilität herauszustellen, zumal die Gewährung eines Triumphs stets Verhandlungen mit dem Senat erforderte. Offenbar war es vor allem Augustus, der den Triumph als höchste Form der Ehrung innerhalb der politischen Führungsschicht betonte, indem er eine Liste der Triumphatoren, die Fasti triumphales, zusammenstellte und auf seinem Augustusforum Statuen der bedeutendsten Gestalten der Republik im Triumphalgewand aufstellte. Zugleich sorgte der erste Kaiser aber dafür, dass diese Ehre seit 19 v. Chr. faktisch nur noch Angehörigen des Kaiserhauses zuteilwurde.

## Der Ablauf eines Triumphzugs

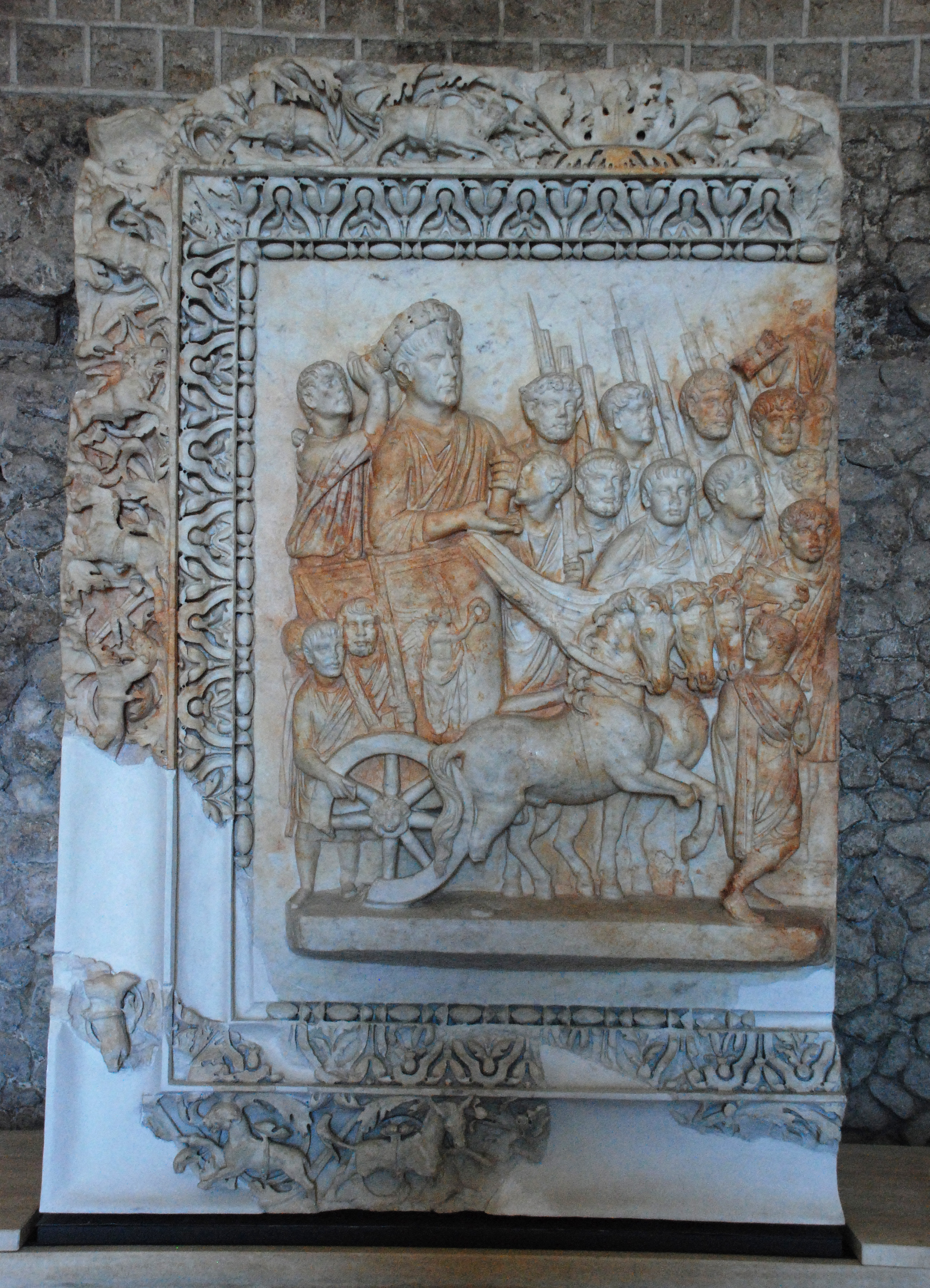
Triumphator auf dem Triumphwagen, angeführt von Liktoren (Archäologisches Museum in Palestrina)

Der Ablauf eines Triumphzugs wird nur von kaiserzeitlichen Schriftstellern geschildert, die zwar vorgeben, einen bestimmten Triumph zu beschreiben, tatsächlich aber wohl eher ein Idealbild eines Triumphzugs wiedergeben, das in der Gesamtheit aller Elemente vielleicht selten oder sogar nie in der Realität anzutreffen war. Insbesondere für die republikanische Zeit sind Abweichungen von der folgenden Schilderung nicht auszuschließen und sogar wahrscheinlich.
Ein Triumph war de iure die einzige Gelegenheit, bei der ein römisches Heer unter Waffen die Stadt Rom betreten durfte. Um seine Männer durch die Stadt führen zu können, musste der Triumphator daher im Besitz des imperium, der militärischen Kommandogewalt, sein. Normalerweise verlor er dieses automatisch in dem Moment, in dem er die Stadt betrat. Bis zum Tag des Triumphs musste der Imperator daher mit seinen Legionen außerhalb des Pomerium (der sakralen Stadtgrenze) lagern, während er mit dem Senat über die Abhaltung des Triumphes verhandelte. Überschritt er das Pomerium vorher, ohne vom Senat eine Sondergenehmigung erhalten zu haben, so verlor er zusammen mit seinem imperium auch das Anrecht auf einen Triumph: So erging es zum Beispiel 60 v. Chr. Gaius Iulius Caesar nach seiner Rückkehr aus Hispanien.
Der Triumphzug führte vom Marsfeld aus durch die Porta triumphalis, das Forum Boarium, weiter durch den Circus Maximus, über das Forum Romanum zum Kapitol, wo der Triumphator vor dem Tempel des Jupiter Optimus Maximus abschließend ein feierliches Opfer darbrachte und damit das Gelübde einlöste, das vor dem Beginn eines Feldzuges geleistet wurde. In der Forschung ist umstritten, ob der Triumphator am Tag des Triumphzuges als König oder als Verkörperung Jupiters zu denken ist. Wenn dem von seinen Truppen zuvor als Imperator akklamierten Feldherrn ein regulärer Triumph verweigert wurde oder er sich gezwungen sah, vorher das Pomerium zu überschreiten, konnte er offenbar statt zum Kapitol ersatzweise auch zum Albanerberg vor der Stadt ziehen, doch galt dies als zweitklassig.
Der Zug zum Kapitol war gesäumt von Menschen, die den Sieger mit dem Jubelruf Io triump(h)e! feierten. Voran schritten die Senatoren, Magistrate und Hornbläser (cornicines), dann Darstellungen des Sieges. Im Zug marschierten außer den siegreichen Truppen auch Kriegsgefangene mit (prominente Gefangene wie Vercingetorix wurden nach dem Triumphzug hingerichtet, die anderen in die Sklaverei verkauft); ferner wurden dem römischen Volk die Kriegsbeute, geschmückte Opfertiere und Ehrengaben wie goldene Kränze, das aurum coronarium, für den Feldherrn präsentiert. Der Triumphator fuhr am Ende des Zuges auf einer Quadriga, Liktoren mit lorbeerumwundenen Rutenbündeln (fasces) schritten ihm voran; er selbst war in seiner Kleidung dem Jupiter bzw. dem römischen König (aus der Zeit vor der Republik) ähnlich.
Den Abschluss bildete das siegreiche Heer. Die Soldaten hatten dabei die Gelegenheit, in Lob- und Spottliedern (ioci militares) auch einmal die menschlichen Schwächen ihres Feldherrn aufs Korn zu nehmen; berühmt ist z. B. ein Vers auf Gaius Iulius Caesar, der als junger Mann schon relativ lichtes Haar hatte und dem man ein Übermaß an Sinnlichkeit nachsagte:

“urbani, servate uxores: moechum calvum adducimus”

„Städter, sperrt die Frauen ein! Den kahlen Ehebrecher bringen wir“

Der Triumphator trug eine purpurne Toga (toga purpurea), eine bestickte Tunika (tunica palmata), einen Lorbeerkranz (corona triumphalis), in der linken Hand ein elfenbeinernes Zepter mit einem Goldadler und in der Rechten einen Lorbeerzweig. Sein Gesicht war, nach dem Vorbild der Ton-Statue des Jupiter Optimus Maximus auf dem Kapitol, mit Mennige rot gefärbt. Das ornamentum triumphale ist so einerseits an Jupiter, andererseits an die Tracht des vorrepublikanischen Königs angelehnt.
Ein Staatssklave, der hinter dem Triumphator auf dem Wagen stand, hielt ihm, heißt es, die sonst im Jupiter-Tempel aufbewahrte goldene Eichenlaubkrone (corona Etrusca) über das Haupt und mahnte ihn ununterbrochen: Respice post te, hominem te esse memento
(„Sieh dich um; denke daran, dass auch du ein Mensch bist“). Der Satz wird auch in geringfügig anderer Form überliefert (siehe memento mori.)
Die meist provisorisch errichteten Bögen, durch die der Zug führte, wurden mitunter in dauerhaftem Material ausgeführt (Triumphbogen), insbesondere in der Kaiserzeit. Anschließend fand ein Fest für Heer und Volk statt.

## Der Triumph in der Kaiserzeit

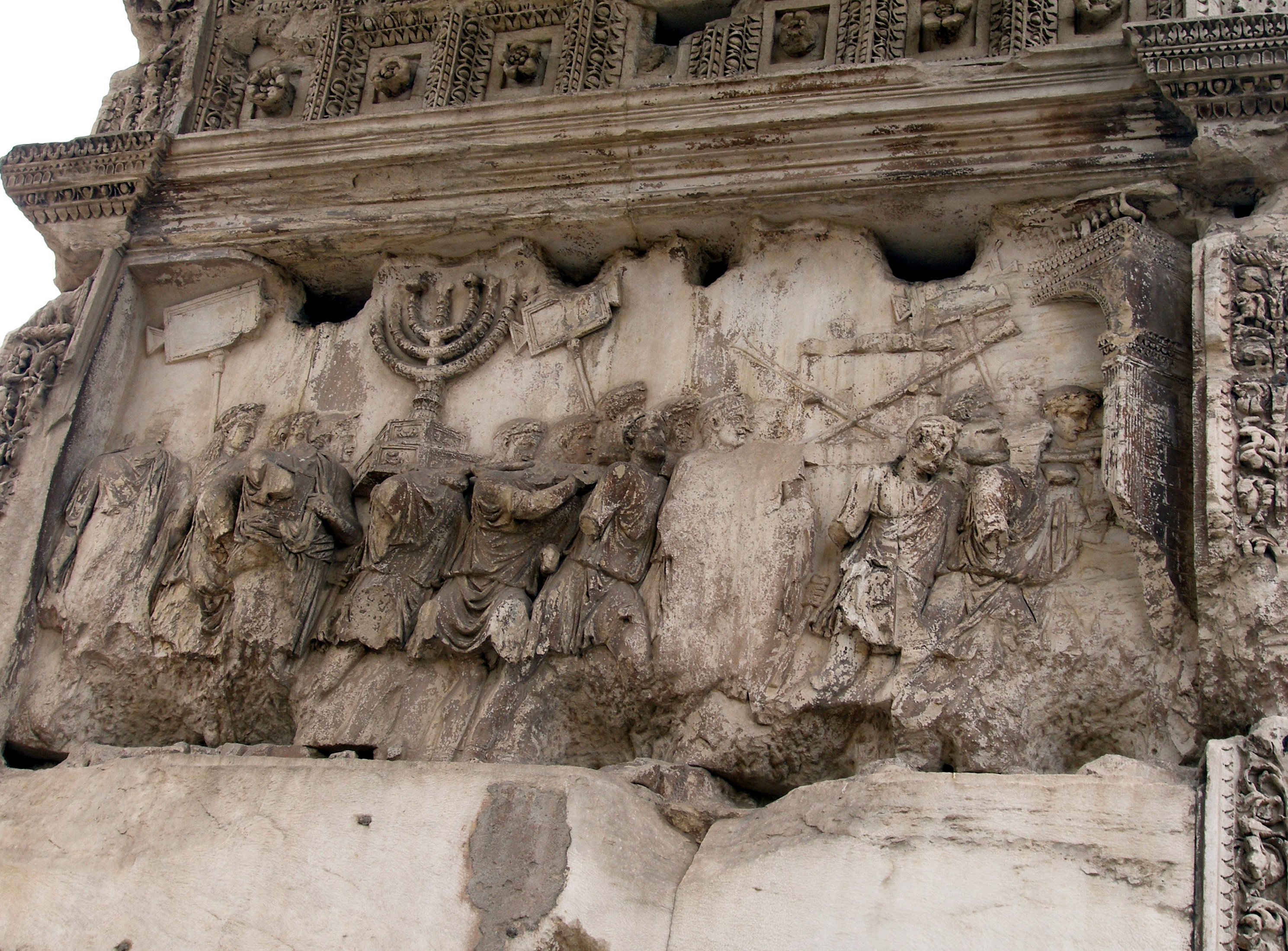
Schätze aus dem Jerusalemer Tempel, darunter auch die Menora, werden nach der Belagerung und Zerstörung Jerusalems (70 n. Chr.) im römischen Triumphzug nach Rom gebracht (Originaldarstellung auf der Innenseite des Titusbogens in Rom)

Augustus hielt 29 v. Chr. einen dreifachen Triumph ab, aber seit der Begründung des Prinzipats zwei Jahre später verzichtete er auf die Durchführung weiterer pompae. Wenig später wurde der letzte Triumphzug eines Senators, der nicht Mitglied des Kaiserhauses war, abgehalten: Lucius Cornelius Balbus Minor wurde diese Ehre 19 v. Chr. aus Anlass eines Sieges in Nordafrika gewährt. Im selben Jahr verzichtete Augustus’ engster Vertrauter Marcus Vipsanius Agrippa demonstrativ darauf, den ihm vom Senat zugesprochenen Triumph abzuhalten. Als Tiberius 12 n. Chr. triumphierte, musste er dabei Augustus öffentlich vor die Füße fallen.
Mit Claudius triumphierte dann 44 n. Chr. erstmals ein amtierender Kaiser, und seit Titus triumphierten nur mehr ausschließlich Herrscher. Die Kaiser waren nicht bereit, das enorme Prestige, das sich mit einem Triumph verband, einem anderen als sich selbst zuzugestehen. Außerdem war der Herrscher bei den meisten Siegen als Inhaber des imperium tatsächlich (formal) der Kommandeur – auch wenn er sich fernab in Rom befand –, der tatsächliche Feldherr hingegen rechtlich ein bloßer Stellvertreter (legatus Augusti), der unter den Auspizien des Princeps kämpfte und daher mangels eines eigenen imperium ohnehin nicht triumphieren durfte.
Siegreiche Feldherren der Kaiserzeit konnten die kleine Nebenform des Triumphs, die ovatio, erhalten oder bekamen die Abzeichen eines Triumphators, die ornamenta triumphalia, verliehen (zuletzt unter Hadrian). Zwischen 29 v. Chr., als Octavian/Augustus anlässlich des Sieges der Schlacht bei Actium triumphierte (formal war der Krieg aber nur gegen die damals noch auswärtige Macht Ägypten erklärt worden), und 312 n. Chr., als Konstantin der Große seinen Sieg über Maxentius feierte (wenngleich angeblich unter Verzicht auf das Opfer auf dem Kapitol), galt es dabei als verpönt, über Bürgerkriegsgegner zu triumphieren. Erst in der Spätantike änderte sich diese Haltung.
Im Verlauf des 4. Jahrhunderts wurde der Triumph allerdings zunehmend vom adventus verdrängt. Ein Grund dafür war wahrscheinlich der Umstand, dass sich die Herrscher dieser Zeit nur noch ausnahmsweise in Rom aufhielten. Zudem wurden glanzvolle Siege über äußere Feinde seltener, und nach Theodosius I. zogen die spätantiken Kaiser nicht mehr persönlich in die Schlacht. Seit dem frühen 5. Jahrhundert kam es daher zu einer weiteren Änderung der Zeremonie: Die triumphierenden Kaiser nahmen nun nicht mehr selbst an der pompa teil, sondern erwarteten die Ankunft des Siegeszuges fortan in ihrer Loge im Circus.
Diese Variante der Zeremonie geriet auch in der ausgehenden Spätantike (5. und 6. Jahrhundert) keineswegs in Vergessenheit. Flavius Honorius triumphierte zweimal, auch die Siegesfeier des Kaisers Anastasius im Jahre 498 wurde vom Zeitgenossen Priscian ausdrücklich als Triumph gedeutet, und 534 hielt man unter Kaiser Justinian einen großen Triumph über die Vandalen ab, bei dem der siegreiche magister militum Belisar zu Fuß durch Konstantinopel schritt und sich anschließend gemeinsam mit dem gefangenen Gelimer im Hippodrom dem Kaiser vor die Füße warf. 576 präsentierte schließlich Tiberios I. in einem „Triumph“ über das Sassanidenreich 24 Elefanten der Bevölkerung der Hauptstadt.